# Nicolai Boilesen
Nicolai Møller Boilesen né le 16 février 1992 à Ballerup au Danemark, est un footballeur international danois. Il joue au poste d'arrière gauche ou de défenseur central avec l'équipe danoise du FC Copenhague.

## Biographie

### Ajax Amsterdam
Né à Ballerup au Danemark, Nicolai Boilesen commence le football dans le club de Lille Hema, puis au Skovlunde IF (en), basé dans sa ville natale. Il est ensuite formé par l'un des plus importants clubs du pays, le Brøndby IF. Il n'y joue toutefois aucun match en professionnel puisque, repéré par de nombreux clubs européens, il quitte le club très tôt, en janvier 2010, à 17 ans, pour rejoindre les Pays-Bas afin de s'engager en faveur de l'Ajax Amsterdam. Le transfert est annoncé dès le 3 décembre 2009. Son choix de rejoindre les Ajacides est notamment influencé par Christian Eriksen, son coéquipier en sélection de jeune, qui lui a conseillé de rejoindre le club.
À l'automne 2014, il est gravement blessé par son ancien coéquipier Gregory van der Wiel, lors d'un match contre le PSG en Ligue des champions. 
Bien qu'il soit titulaire lorsqu'il est apte à jouer, Boilesen voit son passage à l'Ajax gâché par de très nombreuses blessures. En tout, il se retrouve blessé à onze reprises et son indisponibilité lui fait manquer un total de 103 matchs lors de son passage chez les Ajacides. Il s'agit d'un record puisqu'aucun autre joueur du club n'a été autant absent sur blessure que lui à l'Ajax (l'étude ne prend toutefois en compte que les joueurs internationaux et donc exclu les potentiels joueurs n'ayant jamais réussi à s'imposer au plus haut niveau),.

### FC Copenhague
Nicolai Boilesen rejoint le FC Copenhague lors de l'été 2016.
Il inscrit son premier but pour le FC Copenhague le 26 novembre 2017, lors d'une rencontre de championnat face au Lyngby BK. Son équipe s'impose par cinq buts à zéro ce jour-là.
En octobre 2018, à l'occasion d'une confrontation avec les Girondins de Bordeaux en Ligue Europa, il déclare vouloir jouer un jour en Ligue 1.
En 2021, avec l'émergence de Victor Kristiansen au poste d'arrière gauche, Boilesen est repositionné en défense centrale par son entraîneur Jess Thorup.
Il vit une saison 2021-2022 contrastée, reprenant notamment le brassard de capitaine après la blessure de Zeca avant de connaître quelques semaines sur le banc des remplaçants, Jess Thorup préférant reconduire la paire de centraux Denis Vavro-Davit Khocholava, ce qui provoque le mécontentement de Boilesen. Il retrouve ensuite sa place dans le onze de départ mais rejette une offre de prolongation du club. Cela ne l'empêche pas de bien finir la saison et d'être sacré champion du Danemark à l'issue de la saison 2021-2022.
Le 21 juillet 2022, Boilesen prolonge finalement son contrat avec le FC Copenhague. Il est alors lié avec le club de la capitale jusqu'en juin 2025. Ce nouveau contrat fait alors de lui l'un des joueurs les mieux payés de l'effectif,.
Boilesen commence la saison 2022-2023 en tant que titulaire et capitaine mais sa saison est terni par les blessures. Déjà touché en août 2022, ce qui lui fait manquer près d'un mois de compétition, le défenseur sort blessé le 16 octobre 2022, lors d'un derby face au Brøndby IF en championnat (1-1 score final). Touché au genou, le diagnostic lui donne dans un premier temps une indisponibilité jusqu'à la fin de l'année. Toutefois, sa blessure étant plus grave que prévu, elle lui fait manquer le reste de la saison. Il est tout de même sacré champion du Danemark une quatrième fois pour sa participation à la saison 2022-2023, le FC Copenhague glanant le quinzième titre de son histoire,.
En mars 2024, Boilesen se blesse de nouveau sérieusement au genou. Cette fois le pronostic reste incertain et son absence est estimée à au moins un an. Le mois suivant il révèle qu'il a plusieurs fois pensé à arrêter sa carrière en raison de ses nombreuses blessures, il n'envisage toutefois pas à cet instant de raccrocher les crampons et compte bien jouer encore quelques saisons.

### En sélection
Avec les espoirs, il participe au championnat d'Europe espoirs en 2011. Lors de cette compétition organisée dans son pays natal, il joue trois matchs, avec pour résultats une victoire et deux défaites.
Nicolai Boilesen reçoit sa première sélection en équipe du Danemark A le 10 août 2011, en amical contre l'équipe d'Écosse (défaite 2-1 à Glasgow).
Il joue ensuite un match rentrant dans le cadre des éliminatoires de l'Euro 2012, trois matchs lors des éliminatoires du mondial 2014, et enfin quatre rencontres lors des éliminatoires de l'Euro 2016.
Il inscrit son seul et unique but en équipe nationale le 15 novembre 2013, en amical contre la Norvège (victoire 2-1 à Herning).
En mai 2021, il est convoqué par Kasper Hjulmand, le sélectionneur de l'équipe nationale du Danemark, dans la liste des 26 joueurs danois retenus pour participer à l'Euro 2020,.

## Palmarès
- Ajax Amsterdam
  - Champion des Pays-Bas en 2011, 2012 et 2014
  - Vice-champion des Pays-Bas en 2015
  - Vainqueur de la Supercoupe des Pays-Bas en 2013
  - Finaliste de la Coupe des Pays-Bas en 2011 et 2014
  - Finaliste de la Supercoupe des Pays-Bas en 2011

- FC Copenhague
  - Champion du Danemark en 2016-2017, 2018-2019, 2021-2022 et 2022-2023
  - Vainqueur de la Coupe du Danemark en 2017